# Hoplia setifera
Hoplia setifera är en skalbaggsart som beskrevs av Moser 1912. Hoplia setifera ingår i släktet Hoplia och familjen Melolonthidae. Inga underarter finns listade i Catalogue of Life.